# لويد نيل
لويد نيل (بالإنجليزية: Lloyd Neal)‏ مواليد 10 ديسمبر 1950 في تالبوتون، هو لاعب كرة سلة أمريكي سابق. بدأ مسيرته الاحترافية في سنة 1972. تم اختياره من قبل فريق بورتلاند ترايل بلايزرز خلال الدرافت. يبلغ طوله 6 قدم 7 بوصة (2.0 م). اعتزل اللعب في 1979. فاز بلقب دوري إن بي إيه.

## روابط خارجية
- لويد نيل على موقع إن بي أي (الإنجليزية)
- لويد نيل على موقع سبورتس رفرنس (الإنجليزية)
- لويد نيل على موقع ريلجم (الإنجليزية)
- لويد نيل على موقع بروبوليرز (الإنجليزية)
- لويد نيل على موقع قاعة تينيسي للمشاهير الرياضية (الإنجليزية)